# Jesper Bahnson

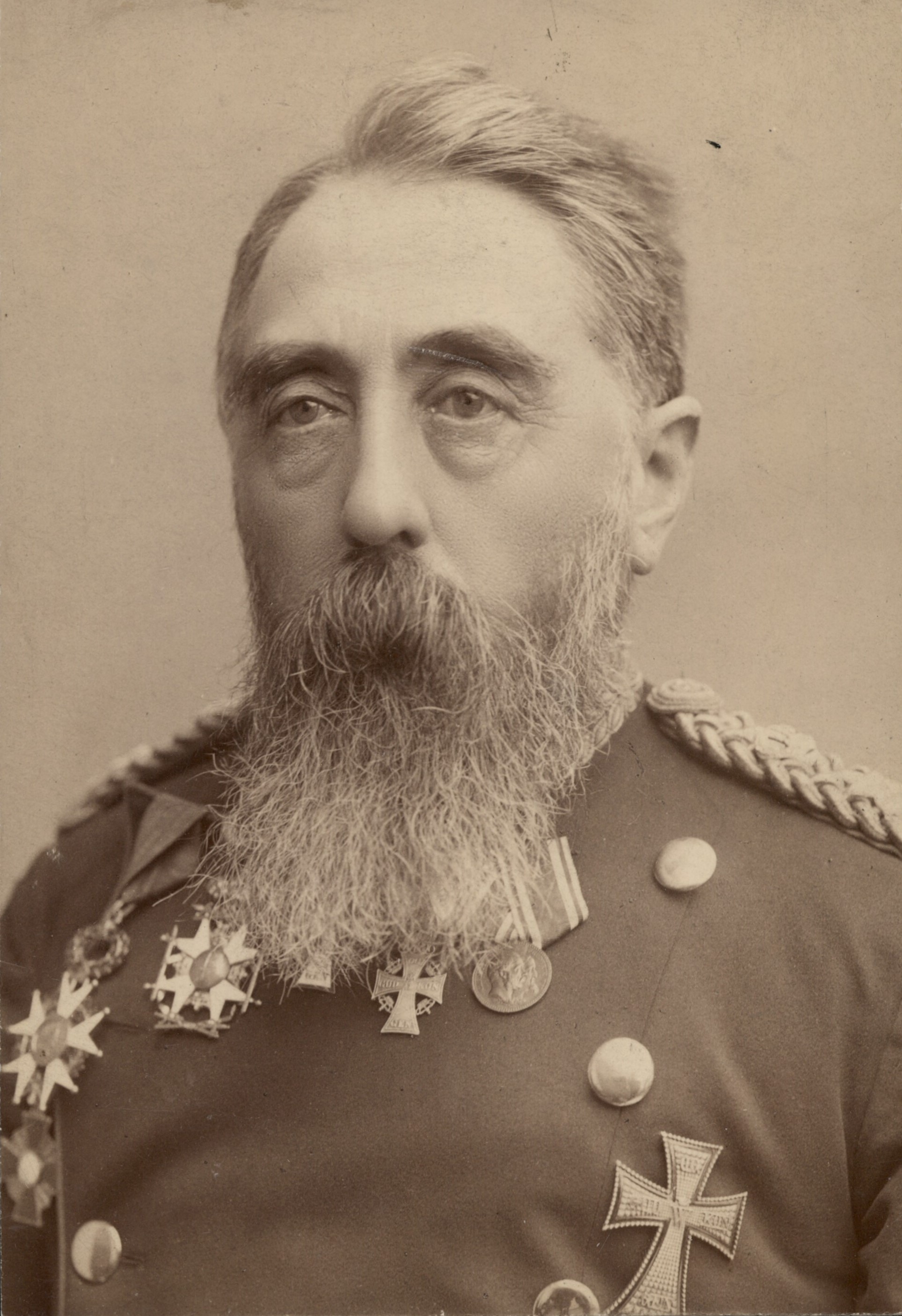
Jesper Jespersen Bahnson.

Jesper Jespersen Bahnson, född 18 november 1827, död 26 augusti 1909, var en dansk militär.
Bahnsson blev officer vid artilleriet 1846 och deltog som sådan i dansk-tyska kriget. Han befordrades till överste 1879, generalmajor 1888 och generallöjtnant 1894. Bahnson anlitades mycket som lärare vid militära skolor och var en av stiftarna av Det krigsvidenskablige Selskab 1871. Som krigsminister 1884–1894 genomförde han bland annat Köpenhamns befästande mot landsidan. Åren 1894–1897 var Bahnsson kommenderande general på Själland. Han utgav Forsvarsvæsenets Udvikling i den siste Menneskealder (1896).